# Natacha Atlas
Natacha Atlas (ur. 20 marca 1964 w Brukseli) – belgijska piosenkarka arabskiego pochodzenia.

## Życiorys
Rodzina jej ojca pochodziła z Egiptu, Maroka i Palestyny. Jej dziadek urodził się w Egipcie, ale wychował się w Palestynie, wyemigrował do Europy w wieku 15 lat. Matka jest Brytyjką, która przeszła na islam.
Swoją karierę muzyczną rozpoczęła w zespole Transglobal Underground. Pierwszy solowy album wydała w roku 1995, był to album Diaspora. W 2000 roku jej współpraca z Jeanem Michelem Jarre’em zaowocowała wydaniem singla „C'est la vie” z albumu Metamorphoses. W 2007 roku Atlas współpracowała z Belindą Carlisle przy tworzeniu albumu Voila .
Tworzy muzykę będącą mieszanką muzyki arabskiej i północnoafrykańskiej z wpływami europejskimi (ambient, electronica, hip-hop, R&B, reggae, bossa nova). Sama określa swoją muzykę jako „modern cha'abi”, czyli unowocześniony egipski pop.
W 1999 roku Atlas zawarła związek małżeński z syryjskim muzykiem Abdullahem Chhadehem. Para rozstała się w 2005 roku. Obecnie jest związana z egipskim skrzypkiem Samym Bishai.
W 2001 roku została Ambasadorem Dobrej Woli ONZ.

## Dyskografia
- 1995: Diaspora
- 1997: Halim
- 1999: Gedida
- 2001: Ayeshteni
- 2002: Foretold in the Language of Dreams - Natacha Atlas / Marc Eagleton Project
- 2003: Something Dangerous
- 2005: The Best of Natacha Atlas
- 2005: DVD Natacha Atlas - TGU - Wszystkie teledyski, kilka utworów na żywo oraz wywiad
- 2006: Mish Maoul
- 2008: Whatever Lola wants - soundtrack do francusko-kanadyjskiego filmu Nabila Ayoucha o tańcu brzucha
- 2008: Ana Hina
- 2010: Mounqaliba
- 2011: Mounqaliba - Rising: The Remixes
- 2013: Habibi: Classics and Collaboration
- 2015: Myriad Road
- 2019: Strange Days